# マズルカ作品41 (ショパン)
フレデリック・ショパンのマズルカ作品41（マズルカさくひんよんじゅういち）は、4曲の作品からなる曲集。曲順は版によって数え方が違うが、ここではオリジナルとされる方の曲順に従う。作曲はホ短調の第2曲のみ1838年にマヨルカ島で、残りは1839年にノアンで行われ、その翌年に出版された。ショパンの親友で詩人のステファン・ヴィトフィツキに献呈された。

## 作品41-1
Maestoso
第26番（ヘンレ社原典版では第29番、作品41-4）、嬰ハ短調。主題はフリギア旋法で書かれ、エキゾチックな雰囲気に満ちている。

## 作品41-2
Andantino
第27番（ヘンレ社原典版では第26番、作品41-1）、ホ短調。ホ短調の調性を取りながら、開始はイ短調、ロ長調の中間部を経てフリギア旋法で終止するため、調性感は曖昧である。

## 作品41-3
Animato
第28番（ヘンレ社原典版では第27番、作品41-2）、ロ長調。2拍目にアクセントを持ち、ロ長調の主和音を打ち付ける4小節の特徴的なフレーズが何回も繰り返され、めまぐるしく転調を繰り返す。農民の踊りのような土臭いマズル（マズール）。

## 作品41-4
Allegretto
第29番（ヘンレ社原典版では第28番、作品41-3）、変イ長調。ワルツ風の伴奏と、サロン風の趣を持つ優美な作品。フレーズの途中で消えていくように終わるため、終止感が薄い。